# Hidraulički cilindar
Hidraulički cilindar ili linearni hidraulički motor je najčešći izvršni dio u hidrauličkom pogonu, koji služi za pretvorbu energije hidrauličkog fluida u mehanički rad (izvršna sila se kreće po pravcu). Njegova ulazna veličina jest hidraulički fluid pod tlakom koji djeluje na površinu klipa hidrauličkoga cilindra. Time uzrokuje pravocrtno kretanje klipa, a kao posljedica toga i klipnjače koja je povezana s teretom. Tako se energija hidrauličkoga medija pretvara u provodljivu snagu koja djeluje pravocrtno. Hidraulički fluid uglavnom je mineralno ulje; u hidraulici se upotrebljavaju i sintetička ulja i emulzije, a sve više i voda (vodena hidraulika).
Hidraulički cilindri ne razlikuju se bitno od pneumatskih cilindara. Zbog većih tlakova i sila moraju biti robusnije konstrukcije, a povećan je i problem brtvljenja. S obzirom na to da je radni medij mineralno ulje (hidraulički fluid), pojavljuje se i problem curenja ulja prodrlog kroz brtve, pa je potrebno predvidjeti odvod tog ulja. Također, prilikom pražnjenja cilindra mora se ulje odgovarajućim vodovima vratiti u spremnik. Konačno, prije puštanja u pogon potrebno je cijelu hidrauličku instalaciju odzračiti. Zato hidraulički cilindri imaju dva otvora (po jedan na prednjoj i stražnjoj strani) za odzračivanje. Kroz te otvore odzračivanje se vrši pomoću vijka ili automatskog ventila za odzračivanje.
Dijelovi hidrauličkog cilindra su: plašt cilindra, klip, klipnjača, poklopci (prednji – kroz koji prolazi klipnjača i stražnji) i priključci za ulje. Cijev cilindra obostrano je zatvorena dnom na jednoj, a glavom cilindra na drugoj strani. Klipnjača izlazi kroz glavu cilindra. Klip, zabrtvljen brtvom i vođen vodećim prstenom, dijeli unutrašnjost cilindra na dvije komore: donju tlačnu komoru i gornju vučnu komoru na strani klipnjače. Hidraulički tlak djeluje na klip koji linearno pomiče klipnjaču. Takav cilindar naziva se dvostranim hidrauličkim cilindrom.
Hidraulički cilindri koriste se kod alatnih strojeva (stezanje izratka, gibanje izratka i alata), u uređajima za transport (podizanje, utovarivanje), pokretnim strojevima (traktori, bageri itd.), zrakoplovima (pomicanje stajnih trapova, zakrilaca), brodovima (zakretanje kormila, krila, brodskih vijaka) itd. U strojogradnji se hidraulički cilindri koriste za transportne naprave, dizala, hidrauličke preše (tijeske ), strojeve za preoblikovanje, naprave za pripremu, automatizirane proizvodne linije, strojeve za preoblikovanje plastičnih masa, u proizvodnji ekološke opreme. U poljoprivredi se hidraulički cilindri koriste na radnim strojevima (traktor, kombajn, utovarivač), traktorskim priključcima, stajskoj opremi, za hidrauličke pile za drva. U energetici se hidraulički cilindri najčešće koriste u hidroelektranama za upravljanje branama i regulaciju protoka vode (segmentna ili radijalna zapornica).

## Vrste hidrauličkih cilindara
Cilindri mogu biti jednoradni i dvoradni. Svi hidraulički cilindri imaju oba priključka, kod jednoradnih cilindara stražnji priključak služi za odvod prodrlog ulja.
- kod jednoradnih hidrauličkih cilindara ulje pod tlakom dovodi se samo s jedne strane klipa, koji vrši koristan rad samo u jednom smjeru. Povratno kretanje ostvaruje se oprugom ili težinom tereta. Za upravljanje jednoradnim cilindrom koriste se 3/2 razvodnici.

- dvoradni hidraulički cilindri vrše koristan rad u oba smjera. Za upravljanje dvoradnim cilindrom koriste se 4/2 ili 5/2 razvodnici. Kod cilindara s jednostranom klipnjačom površina prednje strane klipa veća je od površine stražnje strane klipa za iznos površine presjeka klipnjače. Zato je prilikom izvlačenja klipa brzina manja, a sila veća nego u povratnom hodu. Cilindri kod kojih je odnos prednje i stražnje površine 2:1 (isti je i odnos sila, a obratan odnos brzina) nazivaju se diferencijalni cilindri. Cilindri s dvostrukom (prolaznom) klipnjačom imaju jednaku prednju i stražnju površinu, tako da su sile i brzine jednake u oba smjera.

Moguć je niz standardnih i specijalnih izvedbi cilindara, a za izbor se koriste dijagrami. Kriteriji za odabir cilindra su: potrebna sila, potreban hod, potrebna brzina, konstrukcija cilindra (učvršćenje cilindra, spoj klipnjače, priključci). Kod hidrauličkih cilindara s prigušenjem u krajnjem položaju smanjuje se pri kraju hoda presjek kanala za odvod ulja (preko prigušnog ventila), čime se usporava gibanje klipa. Ovakvo kočenje je neophodno pri brzinama klipa većim od 0,1 m/s.
- teleskopski hidraulički cilindar koristi se kad je potreban dugi hod cilindra. Izvedba teleskopskog cilindra sa stupnjevitim (slijednim) izvlačenjem osigurava da se najprije do kraja izvuče najširi cilindar, pa sljedeći po širini itd. Kod izvedbe s jednakokoračnim izvlačenjem izvlače se svi cilindri istovremeno.

- tandem hidraulički cilindar (dva cilindra i dva klipa na istoj klipnjači) omogućavaju postizanje velike sile uz ograničeni promjer cilindra. Tipovi učvršćenja cilindara su: s nogama, s prirubnicom (sprijeda/straga, nepomična/okretna), s rukavcem. Postoji više standardnih spojeva i odgovarajućih završetaka klipnjače. Za relativno duge cilindre (hod/promjer klipnjače >10) potrebno je izvršiti proračun klipnjače na izvijanje.[2]